# Åttan (byggnad)
Åttan eller 8tallet på danska, är en stor byggnad för blandad användning byggd i form av en siffran 8 på den södra sidan av förorten Örestad i Köpenhamn, ritad av Bjarke Ingels. Vinnare i Världsarkitekturfestivalen 2011.  Den bågformade byggnaden har en yta av 61 000 kvadratmeter av tre olika typer av bostadshus och 10 000 kvadratmeter butikslokaler och kontor. Det är den största privata byggnationen som någonsin (2022) genomförts i Danmark. På uppdrag av Store Frederikslund Holding, Høpfner A/S och Danish Oil Company A/S 2006, är det Ingels tredje bostadsprojekt i Örestad, efter VM-husen och byggnaden Berget. 
·	

## Historik
Med hänvisning till sitt andra exempel på "arkitektonisk alkemi" förklarar Bjarke Ingels sin idé med "att man genom att blanda traditionella lokaltyper, detaljhandel, radhus och lägenheter på otraditionella sätt skapar mervärde, om än inte guld." Detta uppnås genom att stapla de olika delarna i en stadsdel i lager. De är förbundna med en gångväg och en cykelbana som når upp till 10:e våningen, vilket gör att företag och bostäder kan samexistera.
Thomas Christoffersen, BIG:s partner med ansvar för projektet, beskrev tillvägagångssättet mer i detalj:
Lägenheterna är placerade högst upp medan det kommersiella programmet finns vid byggnadens bas. Som ett resultat har de olika horisontella lagren uppnått en egen kvalitet: lägenheterna drar nytta av utsikten, solljus och frisk luft, medan kontorslokalerna smälter samman med livet på gatan. Detta understryks av formen på Åttan som bokstavligen hissas upp i det nordöstra hörnet och trycks ner i det sydvästra hörnet, vilket låter ljus och luft komma in på den södervända gården.
Schemat baserades på typen av ett omkretsblock men pressades i mitten för att bilda en rosettform med två innegårdar. I mitten finns en 10 meter bred passage som förbinder de omgivande delarna, parkområdet i väster och kanalområdet i öster. Butiks- och affärsområdet vid basen består av ett café, ett daghem och kontor, medan bostadsytan med hus, lägenheter och takvåningar är placerade ovanför. Den slutande 10-våningsbyggnaden ger utsikt över Kalvebod Faelleds åkrar och myrar i söder. Den ovanliga rampen som slingrar runt komplexet är utformad för att främja en känsla av gemenskap och uppmuntra interaktion mellan grannar.

## Bedömning
När juryn delade ut 2011 års pris till bostadsvinnare kommenterade World Architecture Festival-juryn: "Åttan i Köpenhamnskvarteret i Örestad är ett föredömligt projekt. Det kombinerar handel, kommersiella radhus och lägenheter på ett otraditionellt sätt, och dess förhöjda gata ger en ny nivå av socialt engagemang."
The American Institute of Architects-juryn för 2012 års Honor Awards uttalade:
Åttan återskapar mästerligt den horisontella sociala anslutningen och interaktionen mellan gatorna i ett byområde genom en serie bekvämt tillgängliga ramper i ett flerfamiljsbostadsprojekt med blandad användning. Den skickliga formgivningen av anläggningens massa ger en uppfriskande skulptural form samtidigt som det skapar det rampbyggda "gågata"-systemet och ger bostäder som är fyllda med ljus och utsikt. Människor "bor" verkligen i detta nyskapade kvarter med shopping, restauranger, ett konstgalleri, kontorslokaler, barnomsorg, utbildningslokaler och ljudet av barn som leker. Detta är ett komplext och exemplariskt projekt av en ny typ.

## Utmärkelser
- Årets bostadsbyggnad på Världsarkitekturfestivalen 2011.[10]
- 2012-års American Institute of Architects Honor Award for Architecture som erkänner prestationer som höjer den allmänna kvaliteten på den arkitektoniska praktiken.[9]
- Huffington Post inkluderade Åttan som en av de "10 bästa arkitekturhändelserna 2001-2010."[7]
- Priset för bästa gröna tak i Skandinavien,"från The Scandinavian Green Roof Association, för "tydlig och medveten användning av det gröna taket, framgångsrikt integrerat i byggnadens visuella identitet."[11]

## Galleri

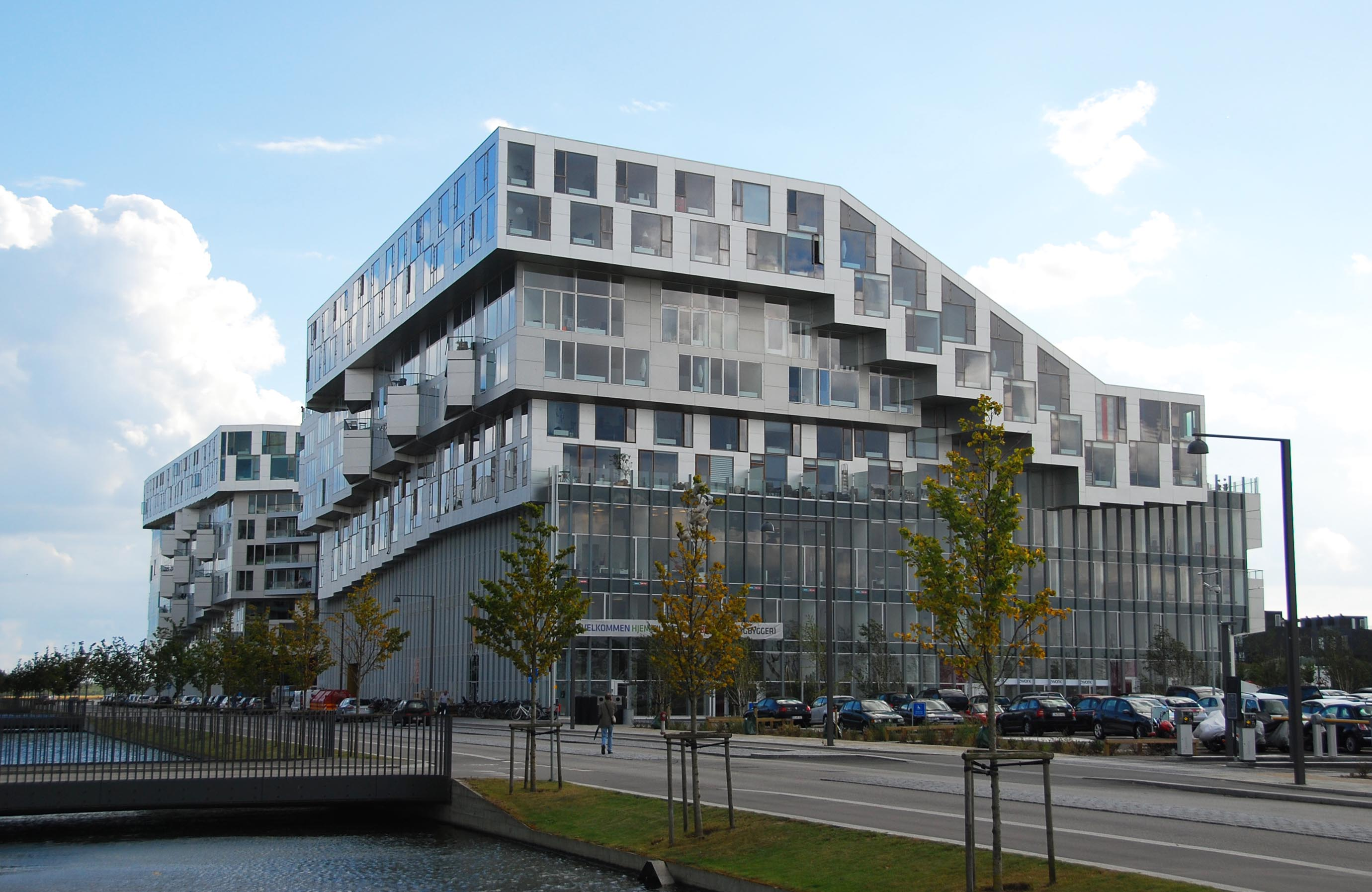
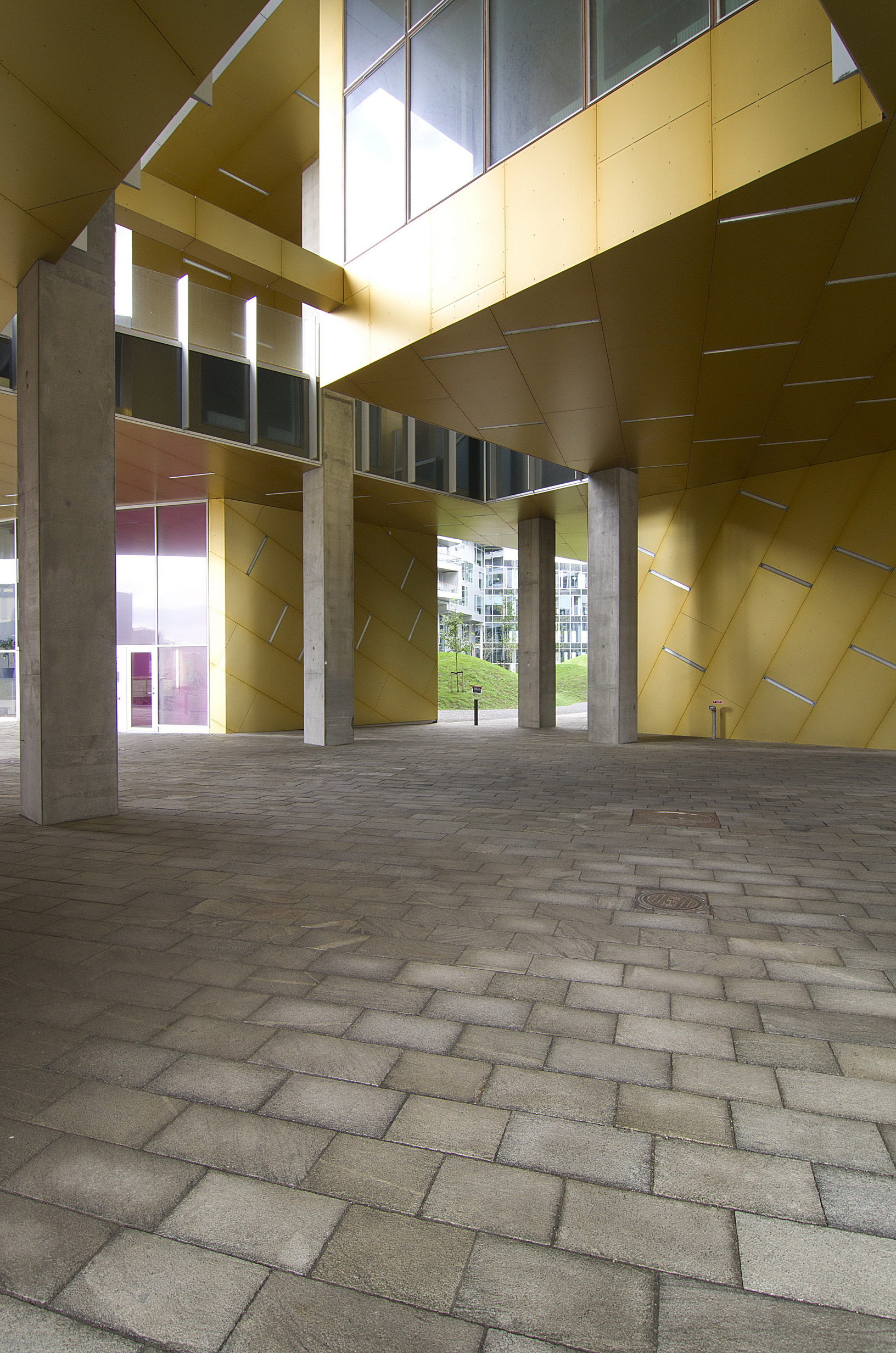
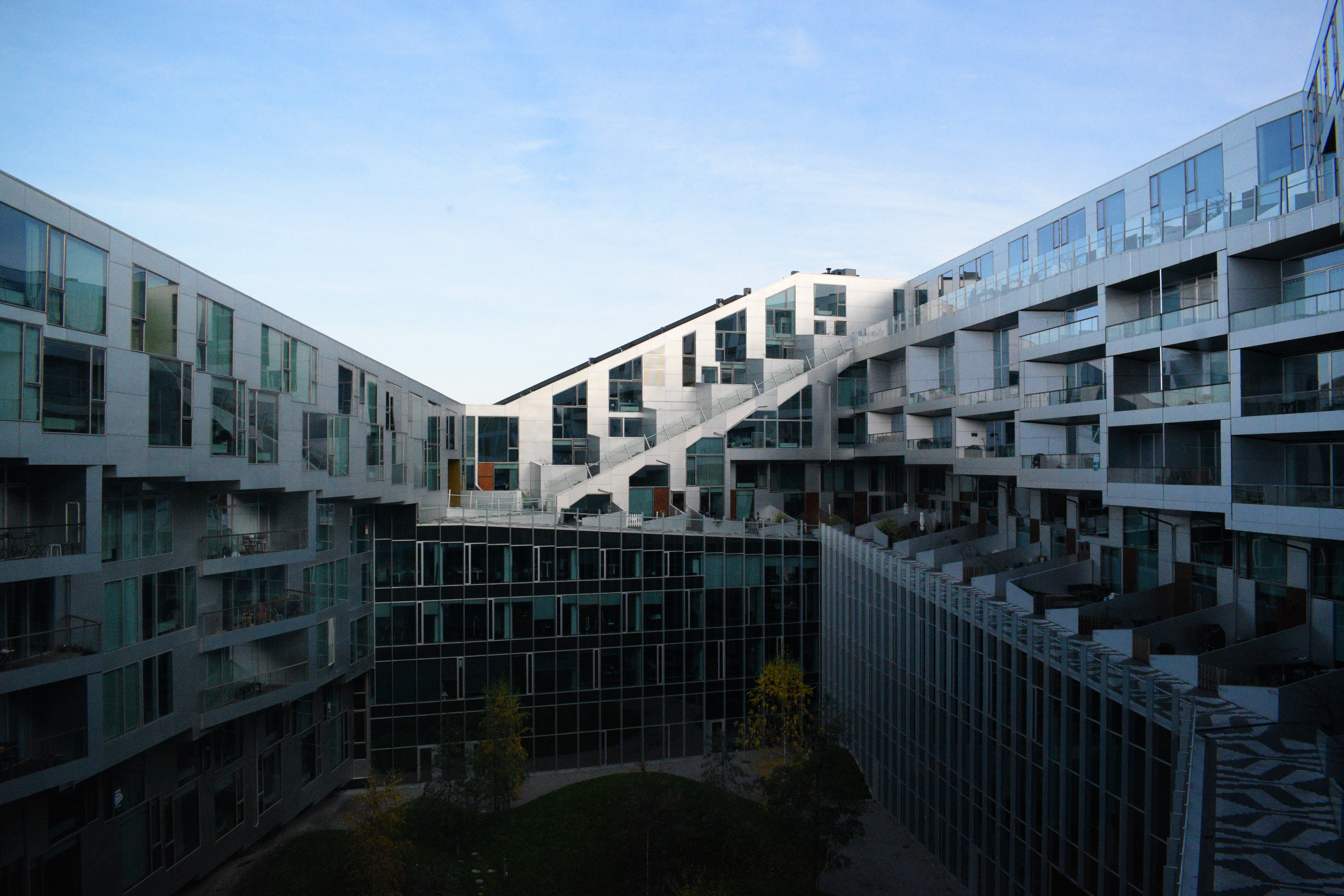